# Chiromyza papuae
Chiromyza papuae är en tvåvingeart som beskrevs av Akira Nagatomi och Junichi Yukawa 1969. Chiromyza papuae ingår i släktet Chiromyza och familjen vapenflugor. Inga underarter finns listade i Catalogue of Life.